# Jackline Jerotich Chebor
Jackline Jerotich Chebor (* 23. September 1970) ist eine kenianische Marathonläuferin.
2000 wurde sie Vierte beim Houston-Marathon, Zweite beim Lille-Halbmarathon, Dritte beim Udine-Halbmathon und siegte bei der Maratona d’Italia sowie beim Monaco-Marathon. Jeweils Zweite wurde sie beim Prag-Marathon 2001 und beim Vienna City Marathon 2002.
2007 gewann sie den São-Paulo-Marathon.

## Persönliche Bestzeiten
- 5000 m: 15:57,32 h, 15. Mai 1999, Trient
- Halbmarathon: 1:10:39 h, 1. Oktober 2000, Udine
- Marathon: 2:28:32 h, 15. Oktober 2000, Carpi